# Принцип заурядности
Принцип заурядности (иногда также несколько ошибочно называется принципом посредственности) — принцип в философии науки, заключающийся в том, что предмет взятый случайно из общей совокупности, поделённой на категории, имеет большую вероятность быть принадлежащим к более многочисленной категории, чем к малочисленным. Следствием этого является то, что до тех пор, пока нет оснований предполагать, что Земля или люди на ней являются чем-то выделенным во Вселенной, то следует предположить, что существует или возможно существование большого количества планет и цивилизаций, подобных нашей. Этот принцип является обобщением принципа Коперника, утверждающего то же самое только для Земли как планеты. Основной идеей его является предположение в качестве основной гипотезы заурядности того или иного наблюдаемого нами явления, а не его исключительности.
До тех пор, пока не обнаружены другие разумные существа во Вселенной, данный принцип является лишь предположением. Земля как планета, конечно же, заурядна — но человек как существо, обладающее самосознанием, возможно уникален, а вовсе не зауряден во Вселенной. Поэтому нынешнюю ситуацию можно идентифицировать как неопределённую, раздвоенную: ни принцип заурядности, ни его противоположность, которую условно можно назвать «принципом уникальности», не подтверждены (но и не опровергнуты) наблюдательными фактами.
Принцип заурядности является противоположностью антропному принципу. В своём философском труде «Сумма технологии» Станислав Лем явно пользуется этим принципом при анализе единственности жизни во Вселенной.